# Glockensiedlung
Die Glockensiedlung ist ein Ortsteil und eine Siedlung des Marktes Nittendorf im Landkreis Regensburg. 

## Lage
Die Glockensiedlung liegt nördlich des Kernortes Nittendorf und südlich von Etterzhausen. Die A 3 verläuft südlich und die B 8 nördlich. Die Bahnstrecke Nürnberg–Regensburg, an der der Bahnhof Etterzhausen liegt, verläuft am nördlichen Ortsrand.